# Пенетрометрія
Пенетрометрія (рос. пенетрометрия, англ. penetrometry, penetration test, нім. Penetrometrie f) — вимірювання консистенції матеріалів.
Індекс пенетрації — показник, що характеризує ступінь колоїдності тіла або відхилення його стану від чисто в'язкісного; визначається за формулою:
0,02•(20 — ІП)/(10 + ІП) = (lg 800 — lg П)/(t — 25),
де ІП — П.і.; П — пенетрація за Річардсоном при 25 °С, 0,1 м; t — температура розм'якшення за методом «кільце і куля», °С.